# Nördliche Tigerkatze
Die Nördliche Tigerkatze (Leopardus tigrinus), auch Nördliche Ozelotkatze genannt, ist eine südamerikanische Katzenart. In ihrer Heimat wird sie als Tigrillo oder Oncilla bezeichnet. Sie ist eine der kleinsten südamerikanischen Katzen und nahe mit der Südlichen Tigerkatze (Leopardus guttulus) und der Östlichen Ozelotkatze (Leopardus emiliae) verwandt.
Von der IUCN wird die Nördliche Tigerkatze als gefährdet eingestuft.

## Erscheinungsbild
Die Tigerkatze ist eine kleine Katzenart und misst etwa 45 bis 55 Zentimeter vom Kopf bis zum Rumpfende, dazu kommt noch ein 24 bis 34,5 Zentimeter langer Schwanz. Die Tigerkatze ist also etwas größer als die Hauskatze, bringt aber mit durchschnittlich 2,45 Kilogramm etwas weniger Gewicht auf die Waage. Die Hinterfußlänge beträgt 96 bis 165 mm und die Ohren sind 35 bis 45 mm lang. Das Fell ist relativ rau. In der Fellzeichnung gleicht sie nicht, wie der irreführende Name vermuten lässt, dem quer gestreiften Tiger. In Gestalt und mit ihrer Längszeichnung ähnelt sie dagegen der Langschwanzkatze (Leopardus wiedii) so sehr, dass die zwei Arten leicht zu verwechseln sind. Die Haare im Nacken der Tigerkatze sind nach hinten gerichtet, bei der Langschwanzkatze aber nach vorne. Die Grundfarbe am Rücken ist dunkelbraun, orangebraun bis gelbbraun oder graubraun. An den Körperseiten wird das Fell heller. Die Bauchseite ist weißlich oder hellgrau. An den Körperseiten befinden sich kleine bis mittelgroße Rosetten, die sich zu schräg stehenden Streifen vereinen. Die Ränder der Rosetten sind schwarz oder sehr dunkel braun. Das Rosetteninnere ist dunkelbraun oder orangebraun. Äußerlich sind die Geschlechter nicht zu unterscheiden. Bei der Nördlichen Tigerkatze kommt es häufig zu Melanismus, das heißt zu Geburten vollständig schwarzer Katzen.
Im Gegensatz zu den meisten anderen Katzenarten weist die Ozelotkatze nur 36 Chromosomen auf.

## Verbreitungsgebiet und Lebensraum
Lange Zeit ging man davon aus, dass die Tigerkatze ein sehr großes Gebiet besiedelt, das von Costa Rica und der Andenregion über das Amazonasbecken bis an die brasilianische Atlantikküste reicht. Genauere Untersuchungen haben jedoch ergeben, dass die Tigerkatze im Amazonasbecken weitgehend fehlt. Die Tigerkatzenpopulationen des südlichen Mittelamerikas und der Anden gelten seit Februar 2024 als eigenständige Art (Anden-Ozelotkatze (Leopardus pardinoides)). Das Verbreitungsgebiet der Tigerkatze umfasst damit vor allem die brasilianische Caatinga, eine Dornstrauchsavanne mit kleinen, dornigen, laubabwerfenden Bäumen. Außerdem kommt sie entlang des Unterlaufs des Amazonas, in den Küstenregionen der drei Guayanas und in einigen Gebieten Süd- und Ostvenezuelas vor.
Rodungen von Wäldern führen dazu, dass Tigerkatzen zunehmend weniger Lebensraum zur Verfügung steht. Tigerkatzen tolerieren bis zu einem gewissen Grad jedoch die Nähe des Menschen.

## Nahrung und Nahrungserwerb
Das Nahrungsverhalten der Tigerkatze in freier Wildbahn ist bislang nur unzureichend beschrieben. Der Mageninhalt eines in Costa Rica untersuchten Weibchens enthielt zwei Weißfußmäuse, eine Taschenmaus und eine Spitzmaus. Der Magen eines anderen Weibchens enthielt einen Fink. Grundsätzlich schlagen Tigerkatzen verhältnismäßig kleine Beutetiere, die überwiegend am Boden leben. Die Tigerkatze ist zwar in der Lage zu klettern, hält sich aber überwiegend am Boden auf.

## Fortpflanzung
Die meisten Informationen über das Fortpflanzungsverhalten von Tigerkatzen stammt von in Gefangenschaft gehaltenen Tieren. Bei diesen währte der Östrus drei bis neun Tage, wobei ältere Katzen einen kürzeren Östrus haben. Die Tragezeit beträgt 75 Tage, was für eine Katze dieser Größe eine ungewöhnlich lange Zeit ist. Gewöhnlich werfen Tigerkatzen nur ein Junges. Diese wogen bei Geburt zwischen 92 und 134 Gramm. Trotz der langen Tragezeit und der geringen Größe eines Wurfes entwickeln sich die Jungtiere von Tigerkatzen im Vergleich zu anderen Katzen nur sehr langsam. Die Jungtiere öffnen ihre Augen erst zwischen dem achten und dem 17. Tag. Die Milchzähne brechen erst am 15. bis 21. Lebenstag durch, und feste Nahrung fressen sie erstmals zwischen dem 38. und 56. Tag. Im Vergleich dazu sind Jungtiere von Hauskatzen in diesem Alter bereits in der Lage, Mäuse zu jagen. Junge Tigerkatzen werden erst ab einem Alter von etwa drei Monaten nicht mehr vom Muttertier gesäugt, und erst mit elf Monaten haben sie die Körpergröße eines adulten Tieres erreicht.
Es ist nicht bekannt, ab welchem Alter Tigerkatzen ihre Geschlechtsreife erreichen. Beobachtungen an gefangenen Tieren weisen jedoch darauf hin, dass diese verhältnismäßig spät eintritt.

## Lebenserwartung
In menschlicher Obhut gehaltene Tigerkatzen erreichten bereits ein Alter von 17 Jahren.

## Systematik und Taxonomie
Die Tigerkatze wurde bereits im Jahr 1775 unter der Bezeichnung Felis tigrinus durch den deutschen Naturforscher Johann Christian von Schreber erstmals wissenschaftlich beschrieben. Die Gattung Leopardus wurde 1842 durch den  britischen Zoologen John Edward Gray eingeführt.
Im Handbook of the Mammals of the World werden vier Unterarten unterschieden.
- Leopardus tigrinus tigrinus im nördlichen Südamerika
- Leopardus tigrinus guttulus im südlichen Brasilien, Paraguay und Nordargentinien
- Leopardus tigrinus oncilla in Costa Rica
- Leopardus tigrinus pardinoides in den Anden von Kolumbien bis Bolivien

DNA-Untersuchungen ergaben 2013, dass zwischen der nördlichen und der südlichen Population der Tigerkatze in Brasilien seit 100.000 Jahren kein Genaustausch mehr stattfindet. Dadurch wurde die südliche Population zu einer eigenständigen Art, die den Artnamen Leopardus guttulus (dt. Südliche Tigerkatze) erhält. Zwei brasilianische Wissenschaftler fanden bei morphologischen Vergleichen von 250 Tigerkatzenschädeln drei Morphogruppen aus unterschiedlichen Gebieten Südamerikas. Die südliche ist dabei deckungsgleich mit dem Verbreitungsgebiet von Leopardus guttulus, die  nördliche entspricht Leopardus tigrinus (Terra typica ist Cayenne) und für die im Nordosten von Brasilien vorkommende Morphogruppe wurde die im Jahr 1914 durch den englischen Zoologen Oldfield Thomas eingeführte Bezeichnung Leopardus emiliae revalidiert. Im Jahr 2024 wurde Leopardus pardinoides (dt. Anden-Ozelotkatze) als eigenständige Art anerkannt, nachdem eine Wissenschaftlergruppe nachgewiesen hat, dass die Pardelkatzen der nördlichen Anden und Mittelamerikas sich morphologisch und in der Musterung des Fells von denen des Amazonasbeckens unterscheiden. Diese Art umfasst auch die mittelamerikanische Population (ehemals L. t. oncilla). Leopardus tigrinus umfasst damit nur noch die Nominatform.

## Tigerkatze und Mensch

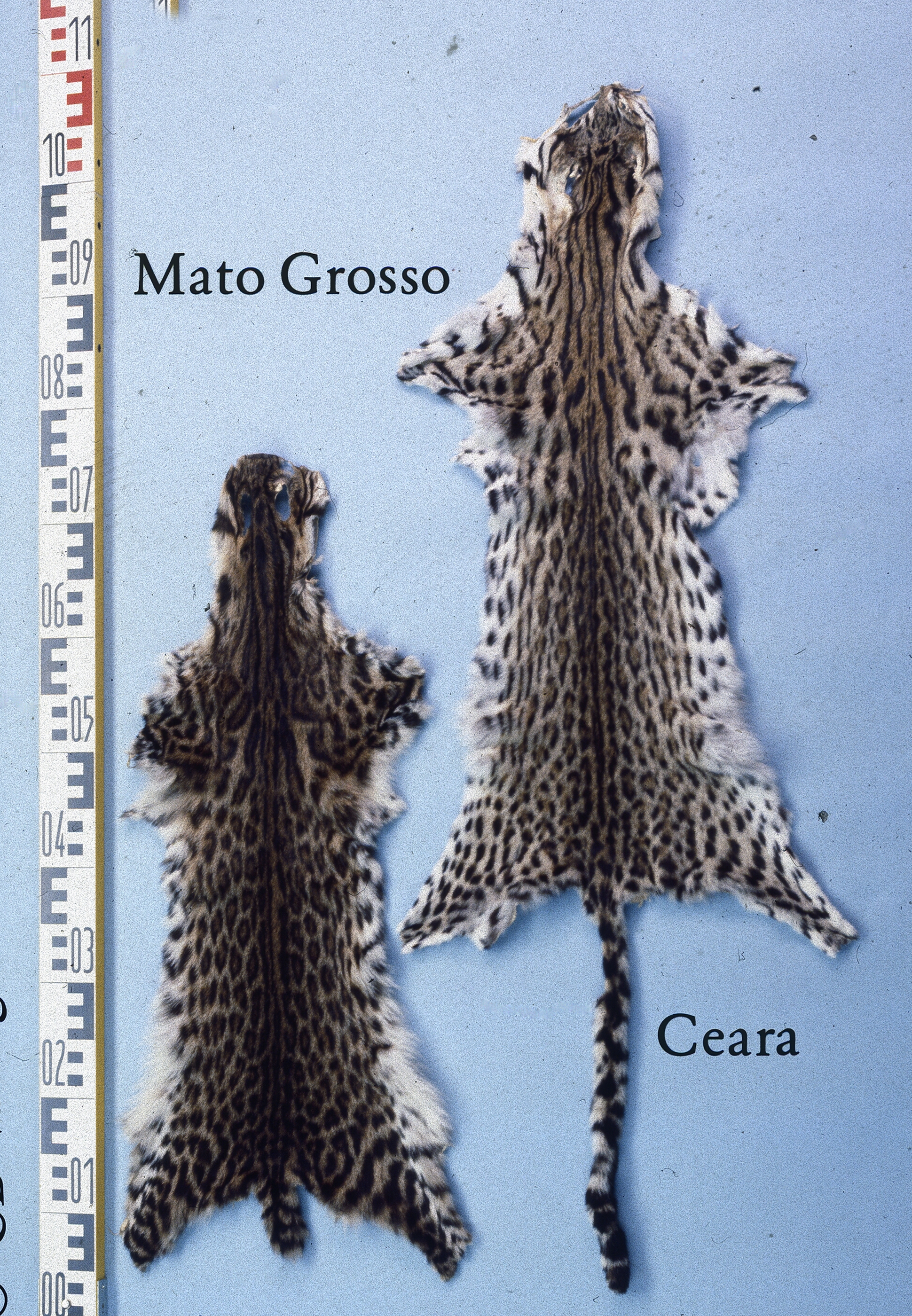
Links – Fell der Nördlichen Tigerkatze, Rechts – Fell der Östlichen Tigerkatze (L. emiliae)

Tigerkatzen wurden sehr stark wegen ihres Fells bejagt. Eindeutige statistische Daten für den Handel mit Tigerkatzenfellen stehen nicht zur Verfügung, weil das Fell sehr leicht mit dem der Langschwanzkatze verwechselt werden kann. Zwischen 1976 und 1982 zählten Tigerkatzenfelle jedoch zu den vier kleinen Katzenarten, deren Pelz am häufigsten in den Handel kam. Allein im Jahr 1982 wurden 69.613 Felle dieser Art gehandelt, deutlich mehr als von der Kleinfleckkatze, deren gleichfalls geflecktes Fell bis dahin häufiger gekauft wurde. 1983 stieg die Zahl der verkauften Felle auf 84.493 und nahm dann rasch ab. 1985 waren nur noch 2.052 Felle im Handel. Bis 1983 war Paraguay der Hauptexporteur von Tigerkatzenfellen. Dabei dürfte es sich überwiegend um illegale Importe aus benachbarten südamerikanischen Ländern gehandelt haben, die über Paraguay weiterverkauft wurden. 1984 war dagegen das Land Bolivien der Hauptexporteur. Für Bolivien steht bislang der Beleg aus, dass auf dem Gebiet Boliviens Tigerkatzen überhaupt vorkommen.
1986 verbot die Europäische Union den Import aller Tigerkatzenfelle. 1989 wurde die Tigerkatze auf Initiative der Bundesrepublik Deutschland in den Anhang 1 des Washingtoner Artenschutzabkommens (CITES) aufgenommen.